# Sigvard Nordman
Gustav Allvar Sigvard Nordman, född 20 december 1907 i Göteborg, död 6 november 1984 i Göteborg, var en svensk friidrottare (stående längdhopp). Han tävlade för klubben Örgryte IS och vann SM i stående längdhopp åren 1931 till 1932 samt 1936 till 1940. 